# Население на Бразилия
Населението на Бразилия според официалното преброяване, проведено от Бразилския институт по география и статистика през 2010 г., е възлизало на 190 732 694 жители, което представлява едно от най-големите в абсолютно отношение, откроявайки Бразилия като петата най-многолюдна страна на света. През 2020 г. населението възлиза на 211 487 000 души. В последните години прирастът на населението изпитва забавяне, което до 1960 расте с много бързи темпове. През 1940 г. преброяването на населението е посочило 41 236 315 жители, през 1950 г. – 51 944 397, през 1960 г. – 70 070 457, през 1970 г. – 93 139 037 жители, през 1980 г. – 119 002 706 души, а през 1991 г. – 146 825 475 жители.
Най-популярното фамилно име в Бразилия е „Силва“, с над един милион имена в телефонните указатели на Бразилия „Telecom“, „Telemar“ и „Telesp“.
Причините за намаляване на прираста на населението се свързва с урбанизацията и индустриализацията, както и със стимулите за намаляване на раждаемостта (с разпространението на контрацептиви). Въпреки че процентът на смъртност в страната е намалял значително от 1940 г. насам, спадът в раждаемостта е още по-висок.

## Демографски показатели

### Гъстота на населението
| Гъстота на населението в Бразилия (по щати и общини)В Бразилия, под град се разбира цялата територия на общината. В този смисъл напр., град Сао Пауло и община Сао Пауло е едно и също. Федералният окръг не се дели на общини, поради което гр. Бразилия е третиран като град. |
| Гъстота на населението в Бразилия (по щати и общини) |

Бразилия има сравнително ниска гъстота на населението – само 22 д/km² – по-ниска от средните стойности в света и е доста под гъсто населените страни като Белгия (342 д/km²) и Япония (337 д/km²).

### Раждаемост
До скоро, индексът на раждаемостта на Бразилия е бил много висок, на нива близки на тези на други развиващи се страни. Въпреки това, през последните години се забелязва значителен спад, който може да се обясни с нарастването на градското население – тъй като раждаемостта е много по-ниска в градовете, в резултат на постепенната интеграция на жените на пазара на труда – както и засилването на контрола над раждаемостта. Освен това, социалната цена на поддръжка и обучение на децата е доста висока, особено в градската среда.

### Смъртност
Бразилия има висок процент на смъртност, близка до слабо развитите страни. Това поставя населенинето на Бразилия между народите с висок коефициент на инфекциозни и паразитни болести, почти несъществуващи в развития свят.
От 1940 г. насам, процентът на смъртността в Бразилия също намалява, вследствие на популяризирането на хигиенни мерки, особено след Втората световна война, разширяването на здравните услуги и откриването на здравни заведения в отдалечени райони; също така кампаниите за ваксинация, както и количественото увеличение на медицинската и болнична помощ.

### Детска смъртност
Детската смъртност в Бразилия е 22,58 смъртни случая на 1000 раждания (прогноза за 2007 г.) – висока дори и за страните Латинска Америка. Въпреки това, съществуват вариации на този процент в зависимост от географския регион и социалните слоеве. Северния и Североизточния регион – най-бедните – имат най-висок процент на детска смъртност, който намалява прогресивно към Южния по отношение на условията на живот.

### Естествен прираст
Населението на дадено населено място се увеличава според миграцията и естествения прираст. В Бразилия има малко участие на миграцията на населението. Понеже това увеличение е високо, се заключава, че Бразилия има висок естествен прираст, независимо от високите нива на смъртност, особено при децата. Оценката на IBGE за 2010 г. е раждаемостт на 18,67 ‰ – т.е. 18,67, родени от всеки хиляда души на година – и коефициентът на смъртност от 6,25 ‰ – т.е. 6,25 смъртни случая на хиляда живородени деца на година. Това показва годишния естествен прираст на 12,68.

### Средна продължителност на живота
В Бразилия, средната продължителност на живота е около 68,3 години за мъжете и 76.38 при жените, според прогнозите за 2007 година. Така, страната е далеч от бедните страни, където продължителността на живота не достига 50 години (Мавритания, Гвинея, Нигерия и други), но не достига нивото на развитите страни, където този показтел е над 70 години (Норвегия, Швеция и др.)
Продължителността на живота варира обратно пропорционално на индекса на смъртността, т.е. процентите са обратно пропорционални. Така в Бразилия, заедно с намаляването на смъртността, налице е увеличение на продължителността на живота.

### Коефициент на плодовитост
Според приблизителна оценка от 2006 г. средната плодовитост е 2 деца на една жена. Този процент варира, които попадат между жените на белите етническа и нараства сред кафяви. Тази промяна е свързана със социално-икономически статус на населението на тези сегменти, като цяло, кафявата населението е концентрирано в най-неравностойно социално и икономическо отношение, като се вземат предвид доходите, професия и образование, наред с други фактори.
Има и регионални различия: сумите са по-ниски в Югоизточна и Южна – площи на по-висок икономически растеж и благоустройство – са по-високи в Северна, Средния Запад и североизток.

### Разпределение на населението
Разпределението на населението в Бразилия е много неравномерно, с концентрация на населението в крайбрежните зони, особено Югоизточния и Североизточния регион. Най-слабо населените области са Централно-Западния и Северния регион.

### Разпределение по пол
Бразилия не е изключение в целия свят. Съотношението между половете в страната е 98 на 100 мъже, жени, според прогнозите от 2008 година.
До 60-годишна възраст, има баланс между количествени мъжете и жените, като се разшири от тази възрастова група са жените преобладават. Този факт се обяснява с увеличената продължителност на живота на жените, защото по други причини, фактът, че е по-слабо засегнати от сърдечно-съдови заболявания, често срещана причина за смърт след 40 години.
Броят на жените в Бразилия населението в селските райони, може да се каже, че в североизточната част на региона на отблъскване на населението, превес на женското население. Още в Северна и Средния Запад доминира на мъжката част от населението, привлечени от основните икономически дейности, като например екстракция растениевъдството, животновъдството и най-вече минното дело.
Броят на жените в Бразилия населението в селските райони също има тенденция да бъде по-ниска, тъй градове предлагат по-добри социални условия и да работят за жени.
А относително равновесие между половете обаче само създава от 1940-те – защото до 1930 г. страната е ясно преобладаване на мъжката част от населението, най-вече се дължи на влиянието на имиграцията – и още по-момчета, родени от момичета, най-високата детската смъртност при мъжете процент (до навършване на 5-годишна възраст) води до равновесие.

### Разпределение по възраст
Като се има предвид от 1995 г. данни, в който се констатира, че броят на младите хора е пропорционално малки в развитите страни, но достига почти половината от общия брой на населението като Бразилия, Перу и други Третия свят. В развитите страни, социално-икономически план е много висока и следователно на раждаемостта е ниска и много висока продължителност на живота, което обяснява големия брой на възрастните хора в общия брой на населението. В Бразилия, въпреки постепенното намаляване на раждаемостта и смъртността през последните десетилетия, страната продължава да отчита голям брой млади хора.
| Страна             | Деца (от 0 до 15 год.) | Младежи (от 15 до 30 год.) | Възрастни (от 30 до 60 год.) | Старци (над 60 год.) |
| ------------------ | ---------------------- | -------------------------- | ---------------------------- | -------------------- |
| Обединено кралство | 19,5%                  | 20,1%                      | 39,9%                        | 20,5%                |
| Швеция             | 18,8%                  | 19,3%                      | 39,8%                        | 22,1%                |
| Бразилия           | 31,8%                  | 28,5%                      | 32,6%                        | 7,1%                 |
| България           | 13.8%                  | 68.5%                      | 68.5%                        | 17.7%                |
| Перу               | 35,9%                  | 29%                        | 28,4%                        | 6,7%                 |

Източник: Nova Enciclopédia Barsa de 1998: Datapédia. (Без данните за Б-я) 
| (2007) - 0 – 14 години: 25,3% (мъже 24 554 254, жени 23 613 027) - 15 – 64 години: 68,4% (мъже 64 437 140, жени 65 523 447) - над 65 години: 6,4% (мъже 4 880 562, жени 7 002 217) (2009) - 0 – 14 години: 26,7% (мъже 27 092 880, жени 26 062 244) - 15 – 64 години: 66,8% (мъже 65 804 108, жени 67 047 725) - над 65 години: 6,4% (мъже 5 374 230, жени 7 358 082) |

## Етноси
| Раса                           | Процент (%) | Процент (%) |
| Раса                           | 2000        | 2008        |
| ------------------------------ | ----------- | ----------- |
| Бели (Brancos)                 | 53,7%       | 48,4%       |
| Чернокожи (Pretos)             | 6,2%        | 6,8%        |
| Със смесена раса (Pardos)      | 38,5%       | 43,8%       |
| Азиатци (Amarelos)             | 0,4%        | 0,6%        |
| Коренно население (Ameríndios) | 0,4%        | 0,3%        |
| Недекларирали                  | 0,7%        | 0,1%        |

Според Националното проучване по местожителство, (PNAD) от 2008, 48,43% от населението (около 92 млн.) определили себе си като бели; 43,80% (около 83 млн. души) като парду (вкл. мулати и мултирасови); 6,84% (около 13 млн.) като чернокожи; 0,58% (около 1,1 милиона) като азиатци и 0,28% (около 536 хил. души) се определили като местни, докато 0,07% (около 130 хил.), не са посочили своята раса. През 2007 г. Националната индианска фондация на Бразилия съобщава за наличието на 67 различни изолирани племена, срещу 40 през 2005 г. Смята се, че Бразилия има най-голям брой изолирани народи в света.
| Население по щати:                          |
| ------------------------------------------- |
| Парду бразилци (мулати и др.) Бели бразилци |

Болшинството от съвременните бразилци произхожда от коренните жители на страната, португалски заселници, европейски имигранти и африкански роби. След пристигането на португалците през 1500, значителен брой смесени бракове са провеждани между тези три етнически групи.
Парду бразилците, на португалски: Brasileiros pardos например, е широка категория, която включва кабокло (потомци на бели и индианци), мулати (потомци на бели и чернокожи) и самбо, на португалски: Cafuzo (потомци на чернокожи и индианци). Парду бразилците са мнозинство в регионите Северен, Североизточен и Централно-западен. Мулатите по принцип са съсредоточени по източното крайбрежие на североизточния регион, от Баия до Параиба и също в северен Марянчо, южната част на Минас Жерайс и в източната част на щата Рио де Жанейро.
През 19 век Бразилия отваря своите граници за имигрантите. Около пет милиона души от над 60 страни мигрират към Бразилия между 1808 и 1972, повечето от тях от Португалия, Италия, Испания, Германия, Япония и близкия изток.

## Вероизповедания
Бразилската Конституция предвижда религиозна свобода, според която църква и държава са отделени една от друга, бидейки Бразилия официално светска държава. Законодателството забранява всякаква дискриминация на религиозна основа, обаче Католическата църква се ползва с привилегирован статут, и понякога получава преференциално отношение.
Католицизмът е доминиращото вероизповедание в страната, което прави от Бразилия най-голямата католическа страна в света. Според преброяването от 2000 г., 73,57% от населението следва католицизма; 15,41% протестантството; 1,33% кардесистки спиритизъм, 1,22% други християнски вероизповедания; 0,31% афро-бразилски религии; 0,13% будизъм, 0,05% юдаизъм, 0,02% следват исляма; 0,01% американо-индиански религии; 0,59% други непосочени или неопределени, докато 7,35% се водят атеисти.

## Езици
Официален език на Бразилия е португалският, който се говори от почти цялото население и на практика е единственият език, използван във вестниците, радиото, телевизията и за бизнес и административни цели. Изключения в този аспект са община Сау Габриел да Кашоейра, в който се говори ниеенгату, автохтонен език от Южна Америка, имащ статус на съофициален с португалския, и община Помероди, където немския също има статус на съофициален език. Бразилия е единствената страна в Америка, в която се говори португалски, превръщайки по този начин езика във важна част от бразилската национална идентичност и давайки ѝ една национална култура различна от тази на своите испаноговорещи съседи.
Бразилският вариант на португалския език се е развил самостоятелно, повлиян от индиански и африкански езици. В резултат, езика е малко по-различен, най-вече във фонетично отношение, от Европейския португалски и от други португалоезични страни. Различията са сравними с тези между американския английски и британския английски. През 2008, Общността на португалоезичните държави (CPLP), включваща представители от всички страни, имащи португалския като официален език, постигна споразумение за реформиране на португалския в международен език, вместо да се развива към двата основни диалекта. На страните-членки на общността бе даден срок от 2009 до 2014 за да се адаптират към необходимите промени.
Малцинствените езици се говорят в цялата страна. Сто и осемдесет местни езика се употребяват в отдалечени райони, както и някои други, говорени от имигранти и техните потомци. Налице са значителни немскоговорещи общности на юг (най-вече Хунсрюкски диалект) и италиански общности (главно диалекта Талиан, с венециански произход), които са значително повлияни от португалския език.